# 공산주의 희생자 기념비 (프라하)

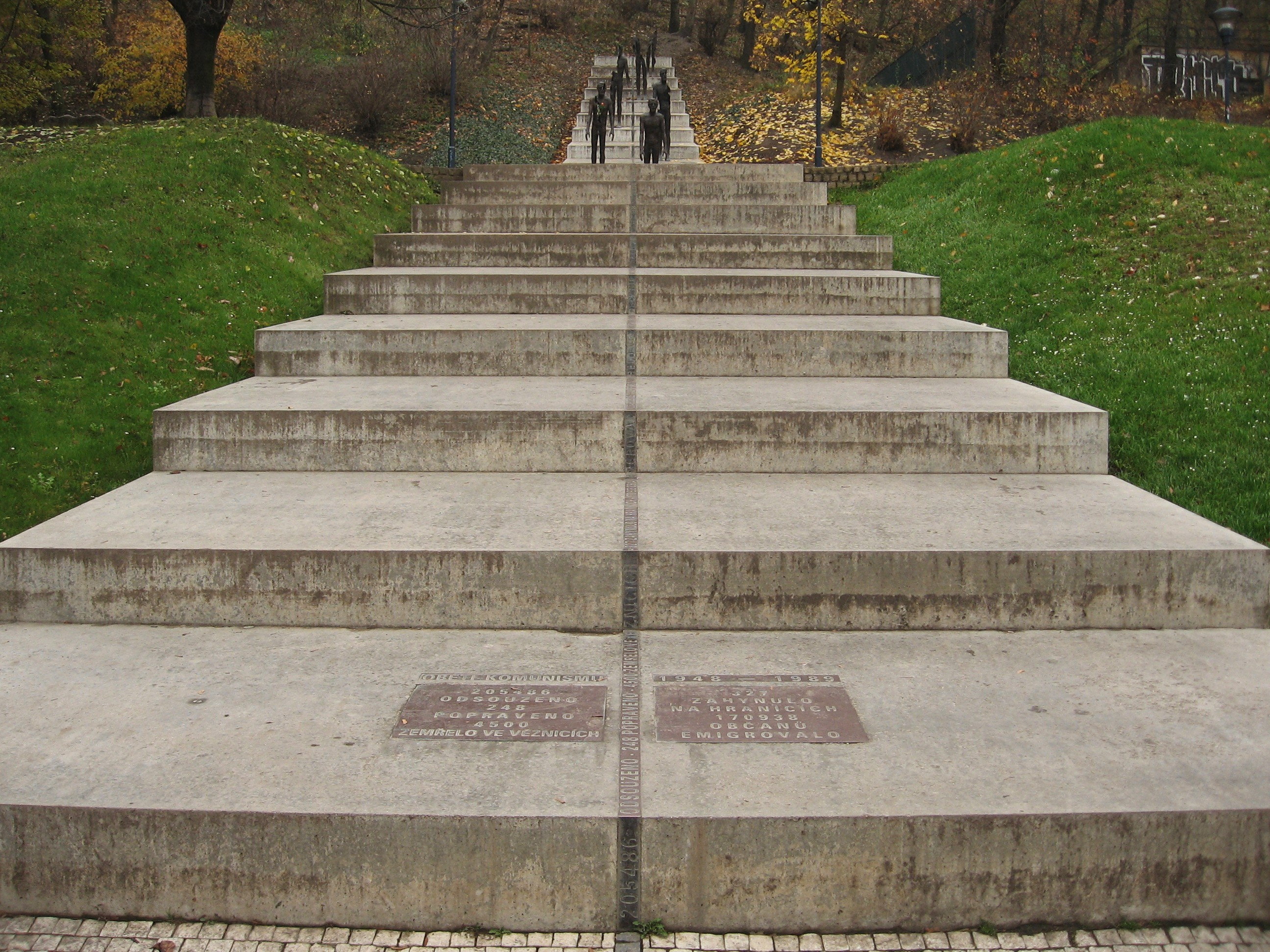
공산주의 희생자 기념비 계단

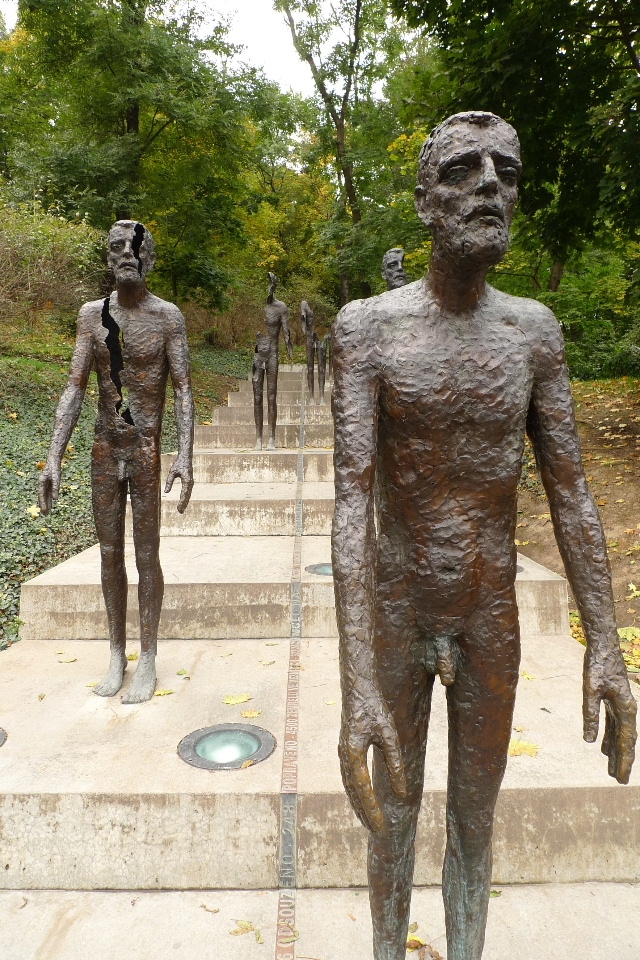
공산주의 희생가 기념비 조각상

공산주의 희생자 기념비(체코어: Pomník obětem komunismu)는 1948년부터 1989년 사이에 있었던 체코슬로바키아의 공산주의 시대의 희생자들을 기념하는 체코 프라하에 위치한 일련의 조각 작품이다. 말라스트라나의 페트르진 언덕과 우예스트 거리에 위치한다.
동구권의 공산주의 체제가 붕괴된 지 12년이 지난 2002년 5월 22일에 체코의 조각가인 올브람 조우베크, 체코의 건축가인 얀 케렐, 즈데네크 홀젤이 제작했으며 프라하 시의회, 정치범 연합의 지원을 받았다.

## 특징
이 기념비는 6개의 청동 조각상이 계단 아래로 내려가는 것을 보여준다. 이 조각상들은 관객으로부터 멀어질수록 더 "희미하게" 보이는데 사지를 잃고 몸이 부서지는 느낌을 준다. 이는 정치범들이 공산주의에 의해 어떻게 영향을 받았는지를 상징한다. 또한 기념비 중앙을 따라 놓인 청동 조각상도 있는데 공산주의의 영향을 받은 사람들의 추정 숫자를 보여준다.
- 205,486명이 체포됨
- 170,938명이 강제 추방됨
- 4,500명이 감옥에서 사망함
- 탈출 과정에서 327발이 발사됨
- 248명이 처형됨

근처에 있는 청동 명판에는 "공산주의 희생자 기념비는 수감되거나 처형된 사람들 뿐만 아니라 전체주의 독재에 의해 인생이 파괴된 모든 희생자들을 위한 것이다."라는 문구가 쓰여져 있다. 2018년 2월 24일에는 체코의 작가인 이반 마르골리우스가 프라하 시의회에 제안한 대로 기념비 인근에 위치한 보행길이 "전체주의 피해자의 골목"(Alej obětí totality)으로 명명되었다.

## 논란
기념비가 공개되기 이전에 체코 현지 언론에는 누가 참석해야 할지를 놓고 정치적 논란이 벌어졌다는 보도가 있었다. 체코슬로바키아의 공산주의 시대에 활동했던 대표적인 반체제 인사인 바츨라프 하벨 대통령은 마지막 순간까지 초청받지 못하고 참석을 거부했다.
이 기념비는 보편적으로 환영받지 못하고 있는데 일부 예술가들은 이 기념비가 낡았다고 말하고 다른 사람들은 여성 인물들이 포함되지 않았다고 비판한다. 불상사 가운데 하나는 2003년에 있었던 2차례의 폭탄 폭발 사고로 훼손되었지만 아무도 공격을 자행한 것을 인정하지 않았다.